# 圣母领报圣殿 (雷恩)
圣母领报圣殿（Basilique Notre-Dame-de-Bonne-Nouvelle）是一座罗马天主教宗座圣殿，位于法国布列塔尼大区雷恩市中心北部的圣亚纳广场（place Sainte-Anne）北侧。
目前的教堂建于1884-1904年，新哥特式风格，由建造师让-巴蒂斯特·马特诺特设计。

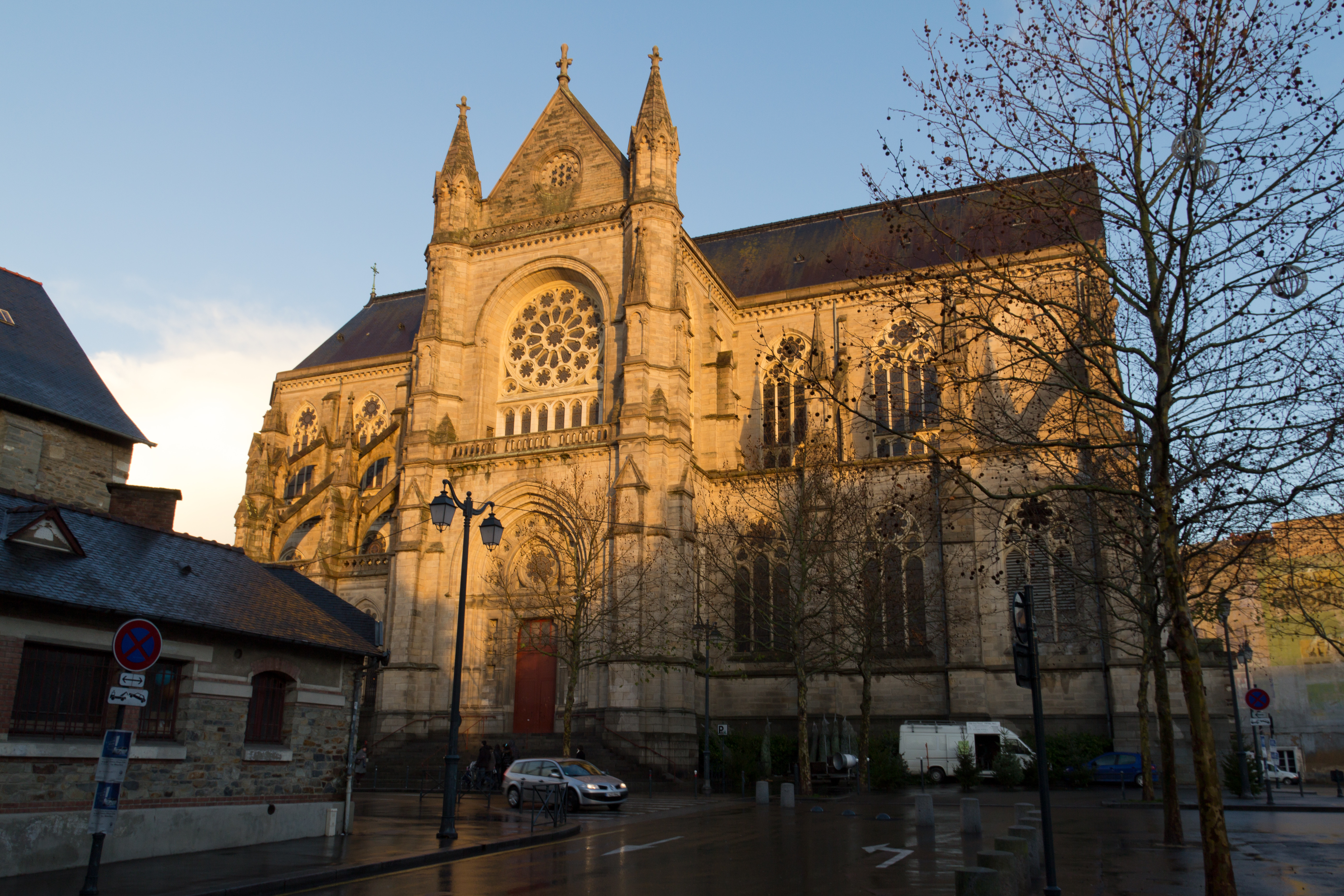
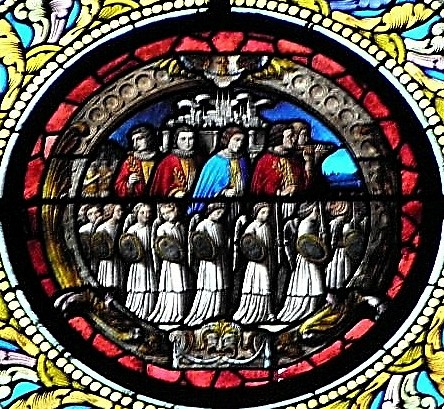
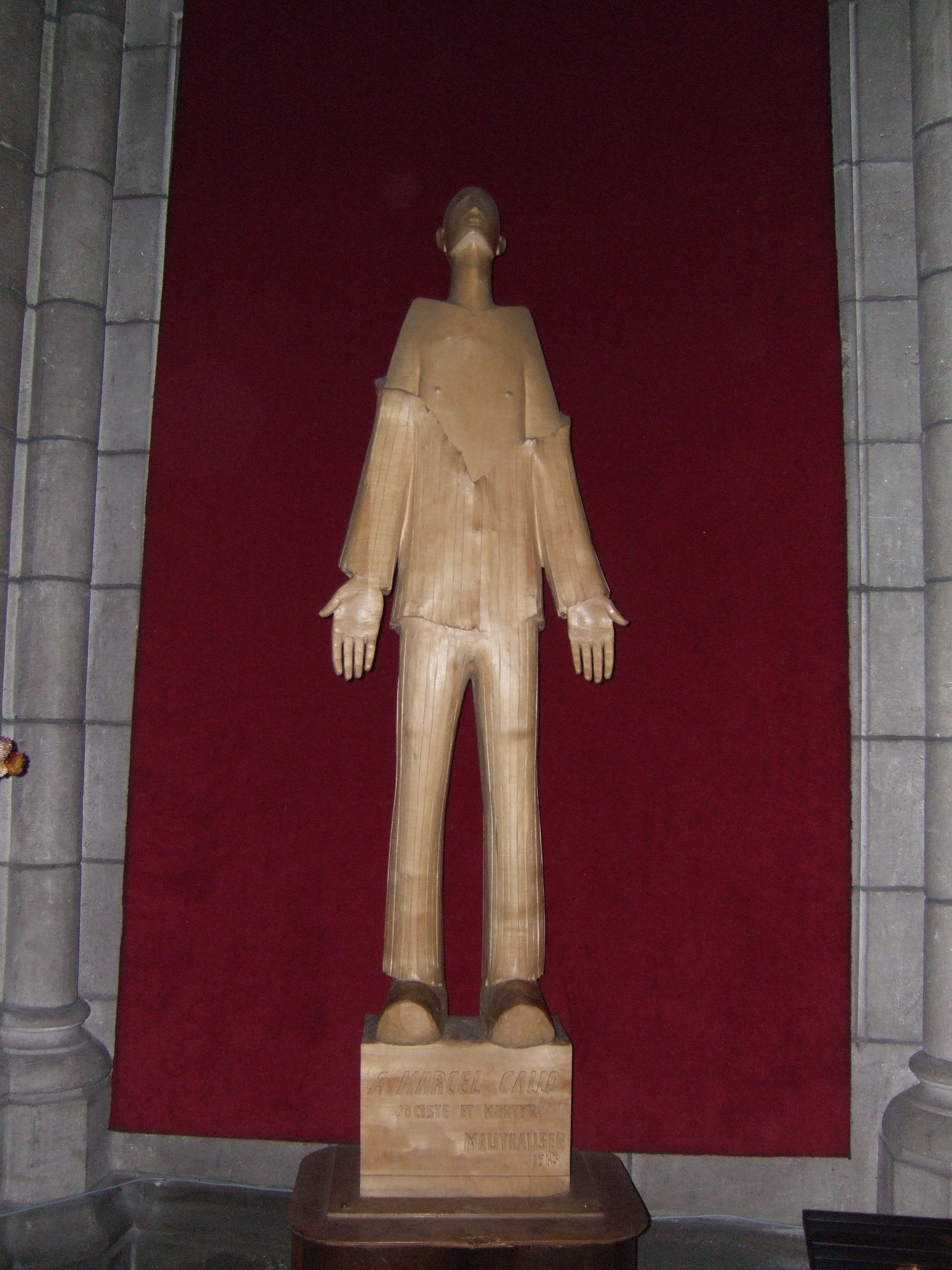
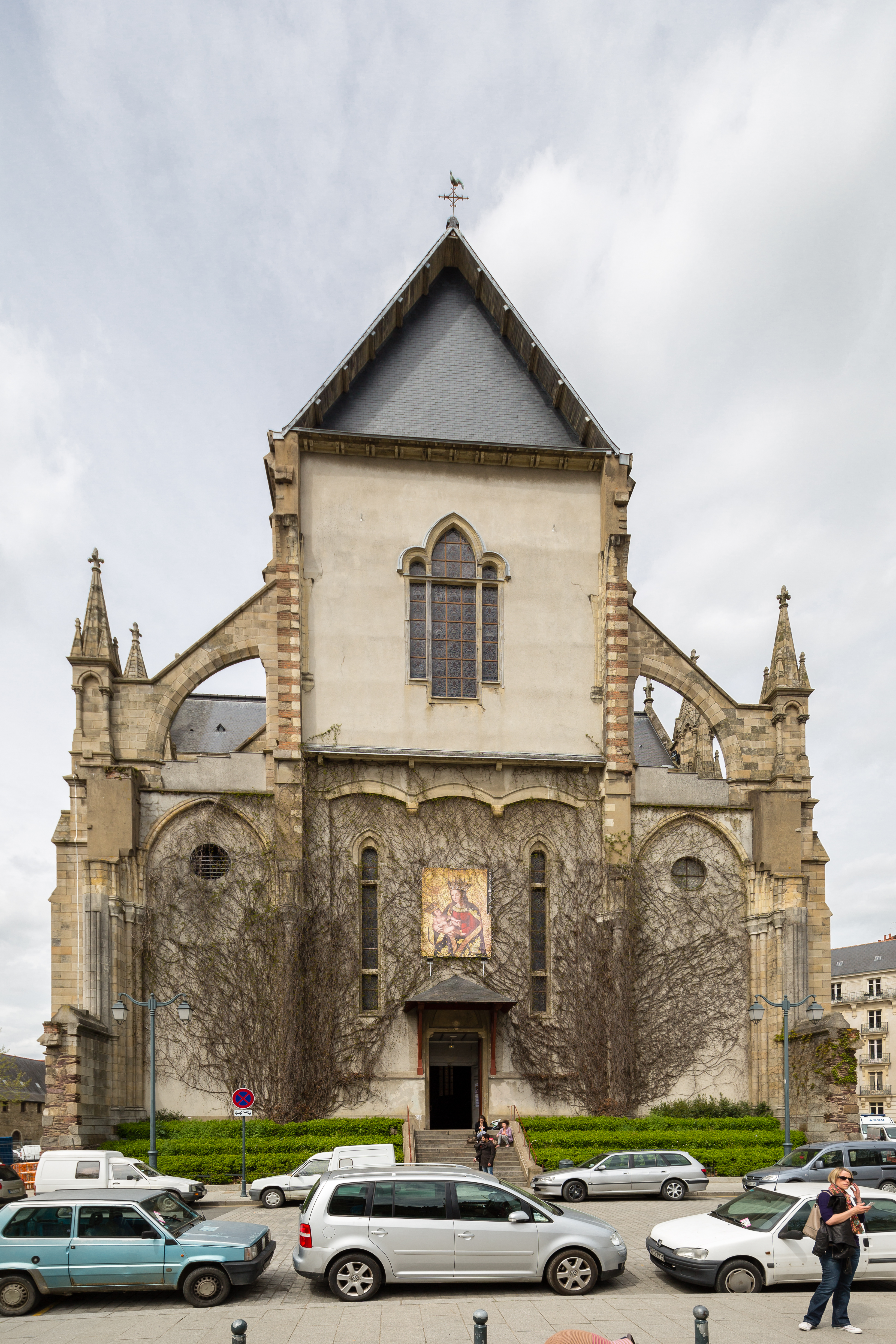
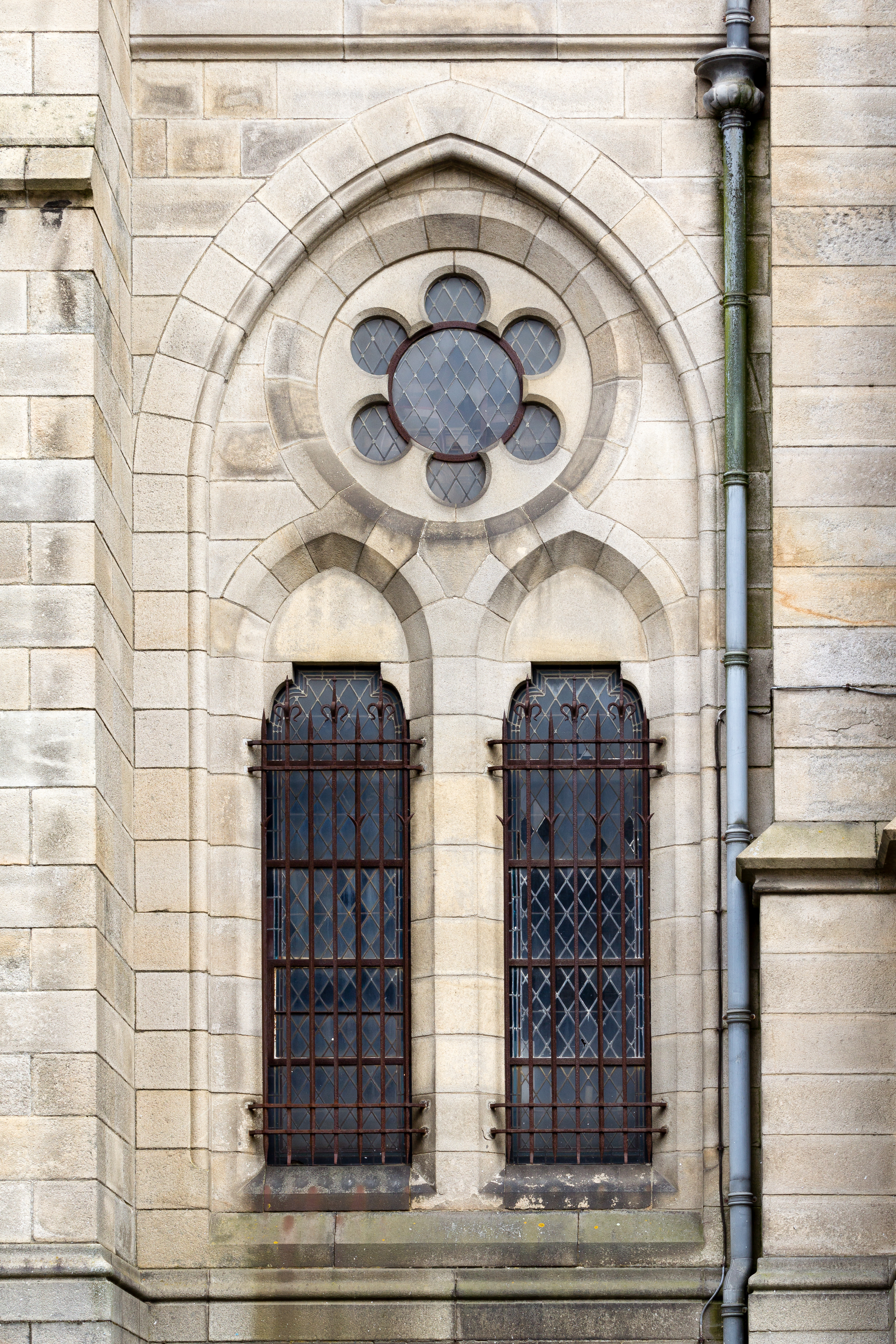
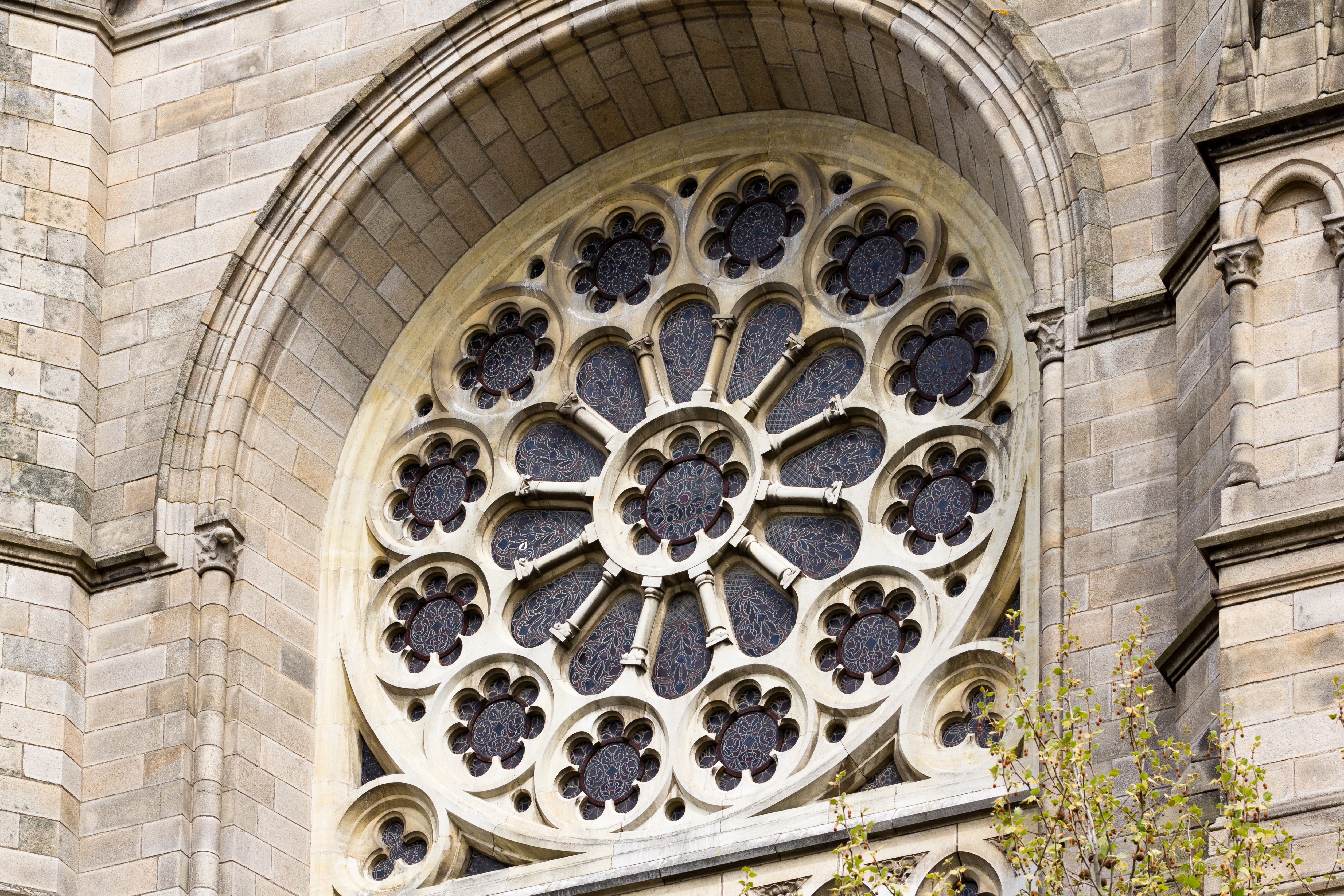
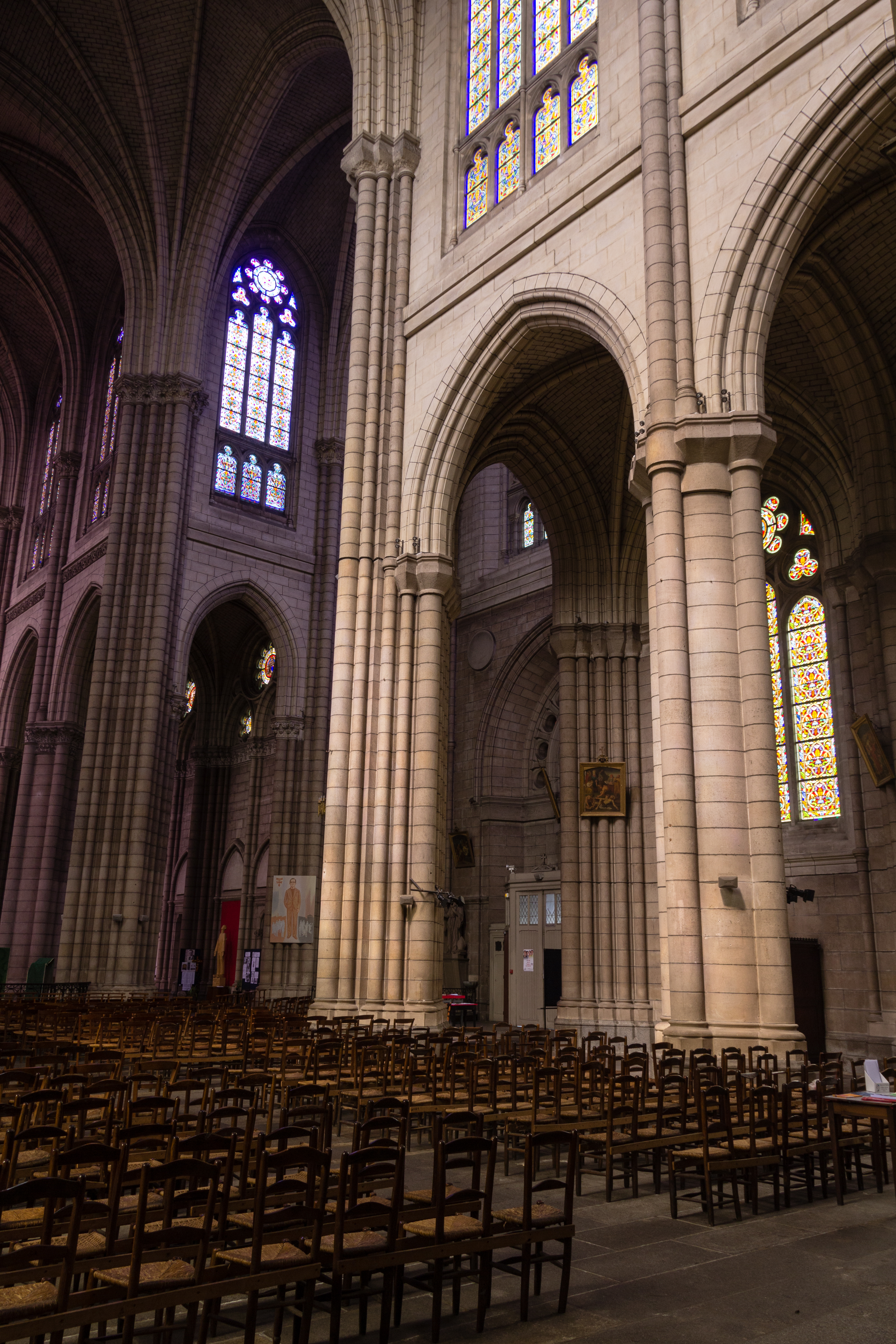
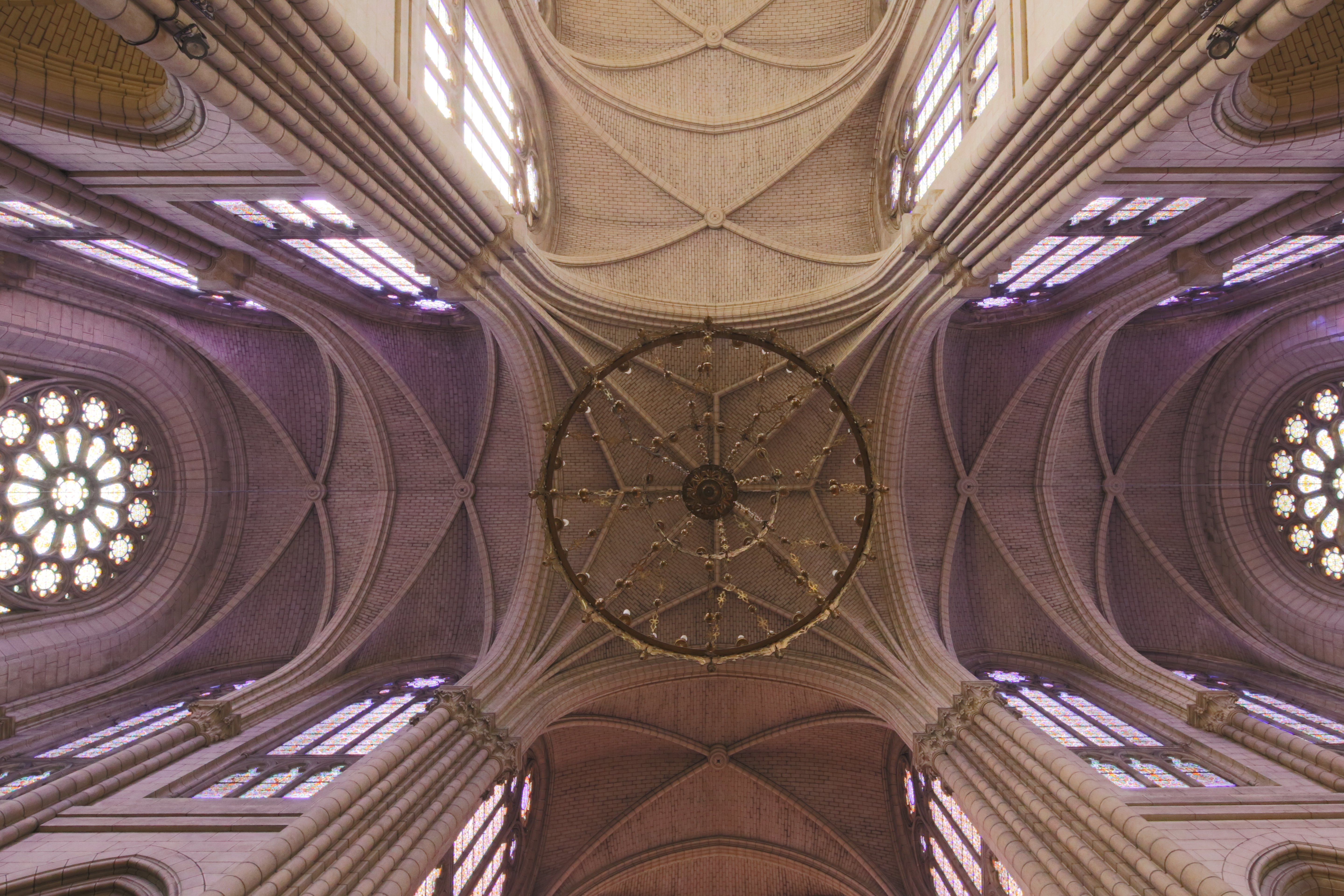
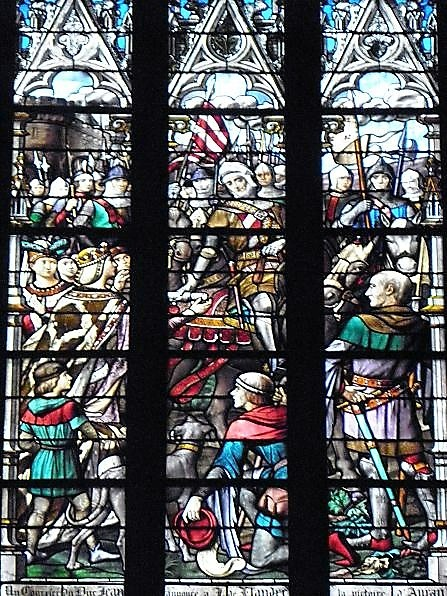

1916年8月6日，该堂升格为宗座圣殿。